# Agnieszka Michota-Kamińska
Agnieszka Edyta Michota-Kamińska – polska chemiczka, dr hab. nauk chemicznych, profesor nadzwyczajny Instytutu Chemii Fizycznej Polskiej Akademii Nauk.

## Życiorys
W 1999 ukończyła studia magisterskie na Wydziale Chemii Uniwersytetu Warszawskiego, 1 grudnia 2004 obroniła pracę doktorską Wpływ oddziaływań międzymolekularnych na strukturę dwufunkcyjnych tioli na powierzchniach Ag i Au, 27 lutego 2017 habilitowała się na podstawie rozprawy zatytułowanej Modyfikowane nanostruktury plazmoniczne do analiz spektroskopowych wybranych związków i układów biologicznych istotnych w diagnostyce medycznej.
Jest zatrudniona na stanowisku profesora nadzwyczajnego w Instytucie Chemii Fizycznej Polskiej Akademii Nauk.